# Ascogrammitis david-smithii
Ascogrammitis david-smithii là một loài dương xỉ trong họ Polypodiaceae. Loài này được Stolze Sundue mô tả khoa học đầu tiên năm 2010.